# Grammitis murrayana
Grammitis murrayana là một loài dương xỉ trong họ Polypodiaceae. Loài này được C. Chr. Copel. mô tả khoa học đầu tiên năm 1952.